# 大宇未来资产
大宇未来资产（韓語：미래에셋대우）（韩交所：006800）是未来资产集团旗下韩国市值最大的投资银行和股票经纪公司。未来资产证券已于2016年12月年底与韩国产业银行旗下的大宇证券合并，并已成为韩国排名第一的金融服务公司，确保了证券行业最大的股东权益。

## 总览
大宇未来资产是一家提供综合经纪服务和投资银行业务的第一大金融服务公司，客户群众众多。作为一家股票经纪公司，它还拥有更广泛的财富管理能力，旨在满足客户的所有财富需求。该公司迅速扩大了其投资银行业务，尤其是在IPO承销、ECM、DCM和并购咨询领域。
大宇未来资产在韩国和海外的124家分支机构拥有4,557名员工。截至2018年底，就股票经纪佣金而言，该公司在韩国经纪市场的份额约为10.5%。

## 历史
未来资产证券（Mirae Asset Securities）成立于1999年12月，次年韩国首家提供资产管理服务的零售共同基金公司“未来资产全球投资”成立。 未来资产证券迅速成长为韩国顶级证券公司之一。 未来资产金融集团的迅速发展引起了哈佛商学院的兴趣，该学院以“未来资产: 韩国共同基金先锋”（Mirae Asset: Korea's Mutual Fund Pioneer）的名义启动了案例研究。 
大宇证券(KDB Daewoo Securities)成立于1970年，是大宇集团的一部分。 大宇证券于1999年从大宇集团分拆出来，成为韩国产业银行下属的公司。2010年，随着“产业金融集团”更名为“KDB金融集团”，大宇证券随之更名为“KDB大宇证券”。合并之前的宣传口号为“Think you very much.”
2016年1月，未来资产证券以2.39万亿韩元(约合20亿美元)成功竞购了KDB大宇证券43% 的股份，成为韩国资产规模最大的金融服务提供商。
2016年底，KDB大宇证券与未来资产证券合并为“大宇未来资产”。

## 全球业务
大宇未来资产在十个国家/地区从事全球经纪，投资和贸易业务。自集团成立以来，朴炫柱（大宇未来资产董事长）始终希望在全球范围内扩展业务，以实现业务组合的多元化。大宇未来资产证券从事全球著名地标建筑和基础设施的投资活动：上海浦东的未来资产大厦（2006年）、悉尼的四季酒店、华盛顿的1801K街道建筑、西雅图的Amazon VIII阶段、旧金山的费尔蒙酒店、夏威夷的凯悦酒店、新泽西的Novo Nordisk 、澳大利亚联邦政府办公室（2017年）、德国T8办公大楼、香港中心大楼（2018年）、美国六个城市的联邦快递物流中心（2018年），德克萨斯州EPIC NGL管道建设（2018年） ，新泽西（2018年），越南河内物流（2018年），拉斯维加斯大都会酒店（2018年） ，夏威夷四季酒店（2018年）， 日本青山大厦（2019年），法国马真加游（2019年） ，安邦酒店组合（2019年），等。此外，其中国分公司大宇未来资产（中国）还持有丝芭传媒（SNH48经纪公司）约8%的股份，还与韩国Zanybros影视公司合作，为丝芭传媒在韩国设立首个海外专属艺术培训基地。大宇未来资产正在逐步推动海外建筑、投资项目的拓展合作，并逐步丰富自己的业务层次。